# Zoltán Szabó (Mathematiker)
Zoltán Szabó (* 1965 in Budapest) ist ein ungarisch-US-amerikanischer Mathematiker, der sich mit Topologie beschäftigt.

## Leben
Szabo studierte an der Loránd-Eötvös-Universität in Budapest (Bachelor 1990) und dann an der Rutgers University, wo er 1994 bei Ted Petrie promovierte. Ab 1994 war er Instructor und ab 1996 Assistant Professor an der Princeton University, wo er nach einem Jahr an der University of Michigan in Ann Arbor 2000 Associate Professor und 2002 Professor wurde. Seit 2005 ist er dort Henry Burchard Fine Professor für Mathematik.
Mit Peter Ozsváth entwickelte er die Heegaard-Floer-Homologie; beide erhielten dafür 2007 den Oswald-Veblen-Preis. Mit John Morgan und Clifford Taubes bewies er 1994 die Thom-Vermutung, unabhängig von Peter Kronheimer und Tomasz Mrowka.
1998 bis 2003 war er Packard Fellow und 1998 bis 2000 Sloan Research Fellow. Szabo war mit Ozsvath Invited Speaker auf dem Internationalen Mathematikerkongress (ICM) 2006 in Madrid (Heegaard diagrams and Floer homology). 2004 hielt er mit Ozsváth einen Plenarvortrag dem 4. Europäischen Mathematikerkongress (On Heegaard diagrams and holomorphic discs).

## Werke
- mit John Morgan, Clifford Taubes: A product formula for the Seiberg-Witten invariants and the generalized Thom conjecture. J. Differential Geom. 44 (1996), no. 4, 706–788.
- Simply-connected irreducible 4 -manifolds with no symplectic structures. Invent. Math. 132 (1998), no. 3, 457–466.
- mit Ozsváth: The symplectic Thom conjecture. Ann. of Math. (2) 151 (2000), no. 1, 93–124.
- mit Ozsváth: Absolutely graded Floer homologies and intersection forms for four-manifolds with boundary. Adv. Math. 173 (2003), no. 2, 179–261.
- mit Ozsváth: Knot Floer homology and the four-ball genus. Geom. Topol. 7 (2003), 615–639.
- mit Ozsváth: Holomorphic disks and genus bounds. Geom. Topol. 8 (2004), 311–334.
- mit Ozsváth: Holomorphic disks and knot invariants. Adv. Math. 186 (2004), no. 1, 58–116.
- mit Ozsváth: Holomorphic disks and topological invariants for closed three-manifolds. Ann. of Math. (2) 159 (2004), no. 3, 1027–1158.
- mit Ozsváth: Holomorphic disks and three-manifold invariants: properties and applications. Ann. of Math. (2) 159 (2004), no. 3, 1159–1245.
- mit Ozsváth: Heegaard Floer homology and contact structures. Duke Math. J. 129 (2005), no. 1, 39–61.
- mit Ozsváth: On knot Floer homology and lens space surgeries. Topology 44 (2005), no. 6, 1281–1300.
- mit Ozsváth: Holomorphic triangles and invariants for smooth four-manifolds. Adv. Math. 202 (2006), no. 2, 326–400.
- mit Peter Kronheimer, Tomasz Mrowka, Ozsváth: Monopoles and lens space surgeries. Ann. of Math. (2) 165 (2007), no. 2, 457–546.